# Belphegor (banda)
Belphegor é uma banda austríaca de death metal/black metal formada em 1991, inicialmente usando o nome Betrayer (o nome atual é utilizado desde 1993). Belphegor é, no cristianismo, o nome de um demônio.
Embora frequentemente associados ao satanismo, os integrantes da banda são ateístas. Não acreditam na existência de deuses nem de demônios, mas usam do simbolismo satânico como meio retórico de se contraporem à cultura religiosa.

## História

### Anos iniciais (1991 - 1997)
A banda apresentou sua primeira demo Kruzifixion em 1991, no mesmo ano, já sob o nome 'Belphegor' , lançaram uma nova demo, Daemonolatria, que é muito difícil de ser achada. O primeiro álbum, The Last Supper, foi lançado pela Lethal Records in 1995.

### Last Episode e Phallelujah Productions (1997 - 2002)
Os álbuns Blutsabbath (1997) e Necrodaemon Terrorsathan (2000) foram gravados pela Last Episode (hoje conhecida como Black Attakk). Após se desligar do selo e depois chamá-los de "rip-off label". Lançaram um álbum ao vivo (Infernal Live Orgasm) por um selo independente: o Phallelujah Productions, e logo após assinaram com a gravadora austríaca Napalm Records.
Para comemorar os dez anos de carreira, a banda lançou um ao vivo intitulado Infernal live orgasm em 2002. O álbum foi lançado pelo selo Phallelujah Productions, fundado pela banda única e exclusivamente para o lançamento deste disco. A banda alegou que tal decisão foi tomada, pois queriam ter controle total sobre o lançamento de um álbum que consideram como algo especial em sua carreira.  Portanto, desde a elaboração da parte gráfica até o licenciamento e distribuição, o disco foi produzido e supervisionado pela própria banda. Infernal live orgasm contém doze músicas, sendo oito faixas ao vivo, gravadas em diferentes apresentações entre junho de 1999 e junho de 2001, e mais quatro gravações de estúdio, duas gravadas em dezembro de 2001, e outras duas tiradas de demos lançadas ainda no começo da década de 1990.

### Napalm Records (2003 - 2005)
Em 2003, Belphegor gravou Lucifer Incestus e abriu uma turnê por toda a Europa. Em 2005 apresentaram Goatreich-Fleshcult, e no mesmo ano tocaram no X-Mass Festival. A banda se separou da Napalm sob a alegação de não ser apoiada suficientemente por esta gravadora.

### Nuclear Blast (2005 - 2009)
Depois de assinarem com o selo Nuclear Blast em 2005, a banda apresentou o disco Pestapokalypse VI em outubro do ano seguinte. Foram contratados para abrir os shows do Danzig na turne americana do Blackest of the Black em dezembro de 2006 voltando quatro meses depois à América junto com as bandas Unleashed, Krisiun, e Hatesphere. Tocaram também no famoso festival Wacken Open Air . Em setembro fizeram uma turnê ao lado com o Gorgoroth em diversos países da América do Sul (no Brasil passaram por Belo Horizonte, São Paulo, Rio Grande do Sul e Rio de Janeiro).
2008 foi ano do lançamento de Bondage Goat Zombie. Em janeiro, após uma cirurgia ocular, Sigurd foi substituído por Morluch. Durante algum tempo permaneceu incógnito se Sigurd voltaria à banda, até que Helmuth esclareceu que o guitarrista havia decidido se desligar definitivamente. A banda tocou novamente nos EUA no começo de 2008, tocaram no festival Hellfest na França em junho de 2008 e acompanhou Nile e Grave na turnê de Ithyphallic.